# Robertus banksi
Robertus banksi là một loài nhện trong họ Theridiidae.
Loài này thuộc chi Robertus. Robertus banksi được miêu tả năm 1946 bởi Kaston.